# 肖爾伍德福雷斯特 (印地安納州)
肖爾伍德福雷斯特（英語：Shorewood Forest）是位於美國印地安納州波特縣的一個人口普查指定地區。

## 人口
根據2010年美國人口普查的數據，肖爾伍德福雷斯特的面積為5.80平方千米，當中陸地面積為4.90平方千米，而水域面積為0.90平方千米。當地共有人口2708人，而人口密度為每平方千米466.9人。